# Phelon & Moore
Phelon & Moore fou un fabricant britànic de motocicletes amb seu a Cleckheaton (West Yorkshire) que tingué activitat entre el 1904 i el 1967, sobretot pel que fa a les motos que comercialitzava sota la marca Panther.
L'empresa es va caracteritzar pel seu particular disseny de motocicleta, basat en un gran motor monocilíndric amb una inclinació de 40 graus que formava part intrínseca del bastidor, un disseny que es va mantenir durant tota la història de la companyia, començant amb un model de 500 cc i acabant amb un de 645 cc. Aquest concepte de motor inclinat integrat ("sloping stressed member") havia estat patentat el 1901 per Joah "John" Carver Phelon i el seu nebot Harry Rayner (patent núm. GB190103516).

## Motocicletes P&M
Phelon & Rayner va fabricar la primera motocicleta amb transmissió per cadena el 1900. Les motos Phelon & Rayner estigueren en producció fins al 1903, tot i que l'empresa en va cedir també el disseny sota llicència a Humber Motorcycles i aquest fabricant les va produir entre el 1902 i el 1906.

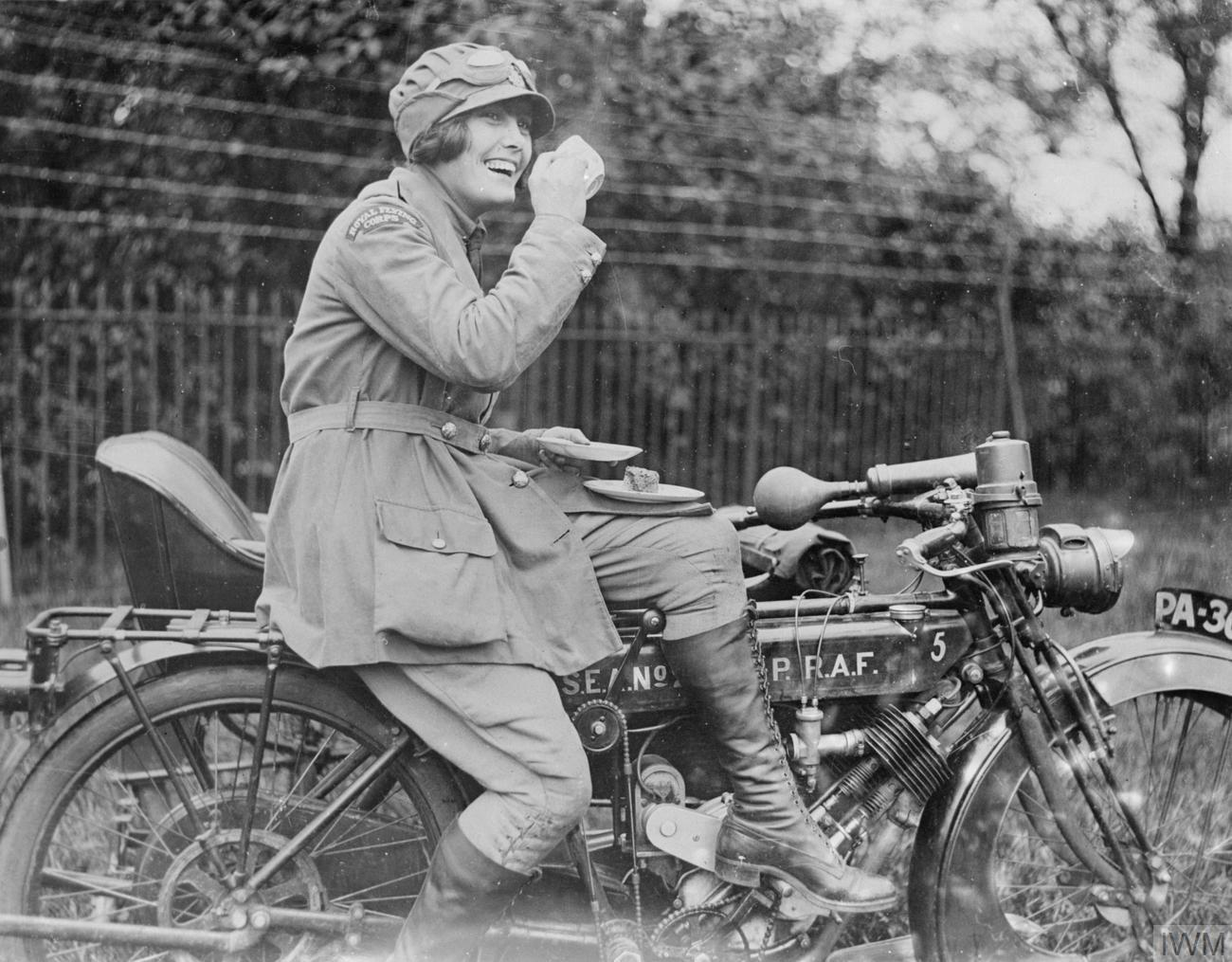
Una missatgera de la Royal Air Force (WRAF) gaudint de la pausa del te asseguda a la seva Phelon & Moore 500cc, ca. 1918

Després de la mort de Harry Rayner en un accident de trànsit, Joah Phelon es va associar amb Richard Moore. Phelon & Moore es va fundar el 1904 i va començar a comercialitzar les seves motocicletes sota la marca P&M. La P&M de 1905 presentava un motor inclinat monocilíndric de quatre temps integrat al bastidor amb caixa de canvis de 2 velocitats i transmissió per cadena a la roda posterior, cosa que la convertia en la "primera motocicleta completament accionada per cadena".
A la primera prova internacional d'allò que es coneix actualment com als Sis Dies Internacionals d'Enduro, anomenats aleshores International Six Days Trial (ISDT), celebrada el 1913, hi van participar motocicletes P&M. Tres unitats del model monocilíndric de 498 cc i 3,5 CV de P&M van competir també a la prova de sis dies de l'ACU el 1914. Al juliol d'aquell mateix any, P&M va revelar detalls del seu prototip de motor bicilíndric en V ("V-twin") de 90 graus, la primera desviació dels clàssics motors monocilíndrics pels quals era famosa la marca. Quan al novembre es va llançar aquell V-twin, comptava amb un canvi de 4 velocitats i cubicava 770 cc, amb una potència de 6 CV. Sembla que només se'n van produir un grapat, tot i que el model es va mantenir en catàleg fins al 1916.
La disposició del canvi de quatre velocitats emprat en els V-twin es va tornar a fer servir per al monocilíndric el 1922 i, al mateix temps, se'n va augmentar la capacitat de 499 a 555 cc. Aquest va ser l'últim model que va portar el nom de P&M, ja que els posteriors van ser denominats Panther.
El Royal Flying Corps va fer servir motocicletes P&M durant la Primera Guerra Mundial, cosa que va mantenir ocupada l'empresa durant tot el conflicte. La P&M també van ser seleccionada com a proveïdora quan el RAC va afegir sidecars a la seva gamma de vehicles el 1922.

## Motocicletes Panther

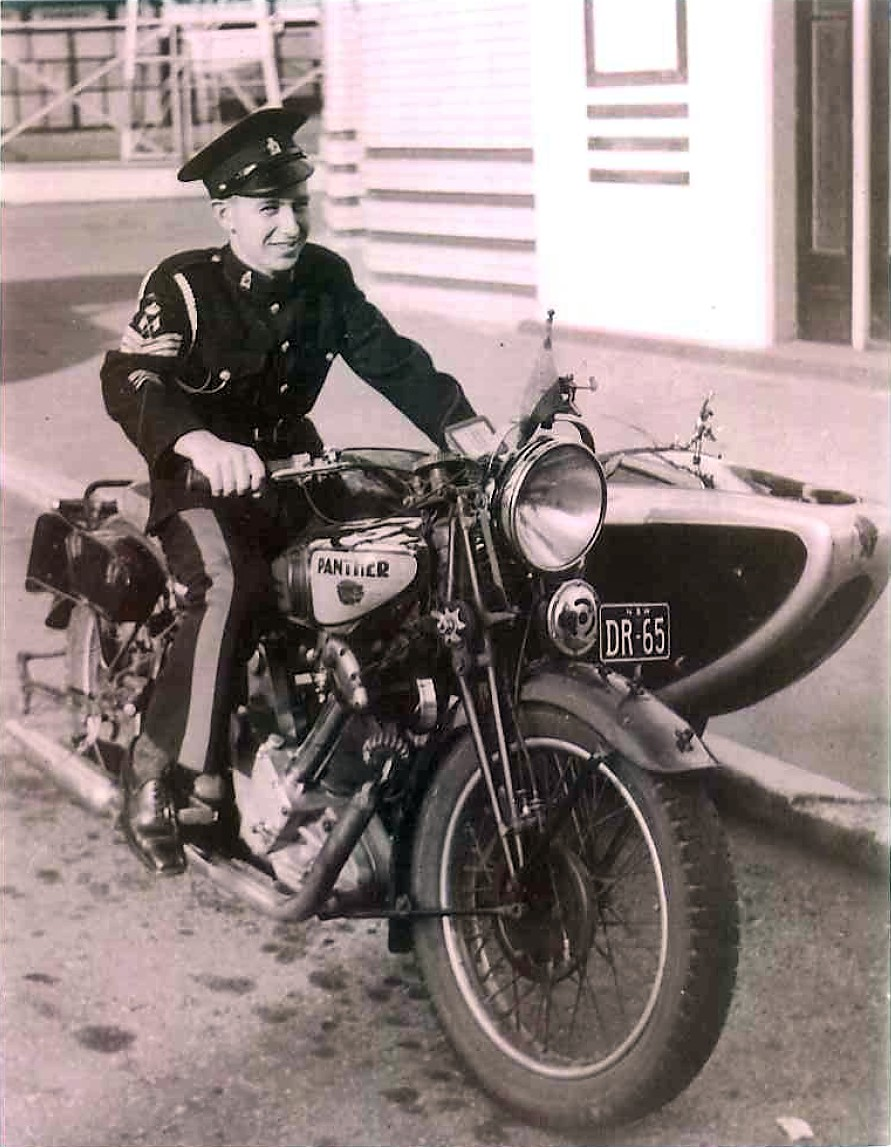
Un soldat a Austràlia el 1937 amb una Panther Model 100 amb sidecar

Tot i que la primera Panther es va llançar el 1924, el nom Phelon & Moore no es va deixar de fer servir fins als volts de 1929. El 1932 es va llançar la Panther Model 100, amb motor monocilíndric OHV de 600 cc, la qual es va produir fins a la dècada del 1960 i va acabar la seva carrera el 1967 com a Panther Model 120 de 645 cc. Aquesta línia de motos Panther fou la més famosa de totes les motocicletes de Phelon & Moore.
Els motors Panther monocilíndrics "inclinats" de gran cilindrada es descrivien sovint com a "firing once every lamp-post" (es "disparaven un cop per fanal") a causa de les seves baixes rpm. Promocionades com a "The Perfected Motorcycle" ("La moto perfeccionada") les Panther varen ser conegudes durant la major part de la seva història per les seves innovacions. Es feien servir sovint per a transportar sidecars, una finalitat en què l'elevat parell motor del seu monocilíndric d'alta cilindrada, amb els seus grans volants d'inèrcia, era molt adient. La popularitat dels conjunts de sidecars, però, finalment va decaure. La combinació de l'aparició d'automòbils barats i el col·lapse de la indústria britànica de la motocicleta va posar fi a la producció de les Panther a finals de la dècada del 1960.
Phelon & Moore va produir també una gamma de motocicletes lleugeres amb el mateix nom de Panther, o Red Panther, emprant els seus propis motors de quatre temps i altres de Villiers de dos temps. La Red Panther era famosa per ser la motocicleta completa més barata disponible durant la dècada del 1930, amb un preu inferior a 30 lliures esterlines. El 1934 una Red Panther de 250 cc va guanyar el Maudes Trophy, un premi atorgat anualment al Regne Unit a les motocicletes més resistents.
Acabada la Segona Guerra Mundial, els primers models de postguerra (tant els de cilindrada lleugera com els grans) estaven equipats amb forquilles telescòpiques hidràuliques Dowty "Oleomatic", amb combinació d'aire i oli.
Durant el boom dels escúters de finals dels anys cinquanta, P&M va importar el Scooterrot i un ciclomotor del fabricant francès Terrot, però van resultar estar farcits de problemes. Això va donar a P&M l'oportunitat de desenvolupar el seu propi escúter, la Panther Princess, però no va ser un model reeixit i va contribuir a la desaparició de P&M com a fabricant de motocicletes.
El 1962, l'empresa va començar a passar per una etapa de dificultats financeres i la producció es va esglaonar fins a cessar definitivament el 1966.
Les Panther, motocicletes simples i força robustes, inspiren encara actualment un gran entusiasme als seus propietaris. Aquests factors, combinats amb un cost relativament baix, han propiciat que un bon nombre d'aquestes històriques motocicletes estiguin encara en ús a hores d'ara.

### Galeria de models

Motocicletes Panther
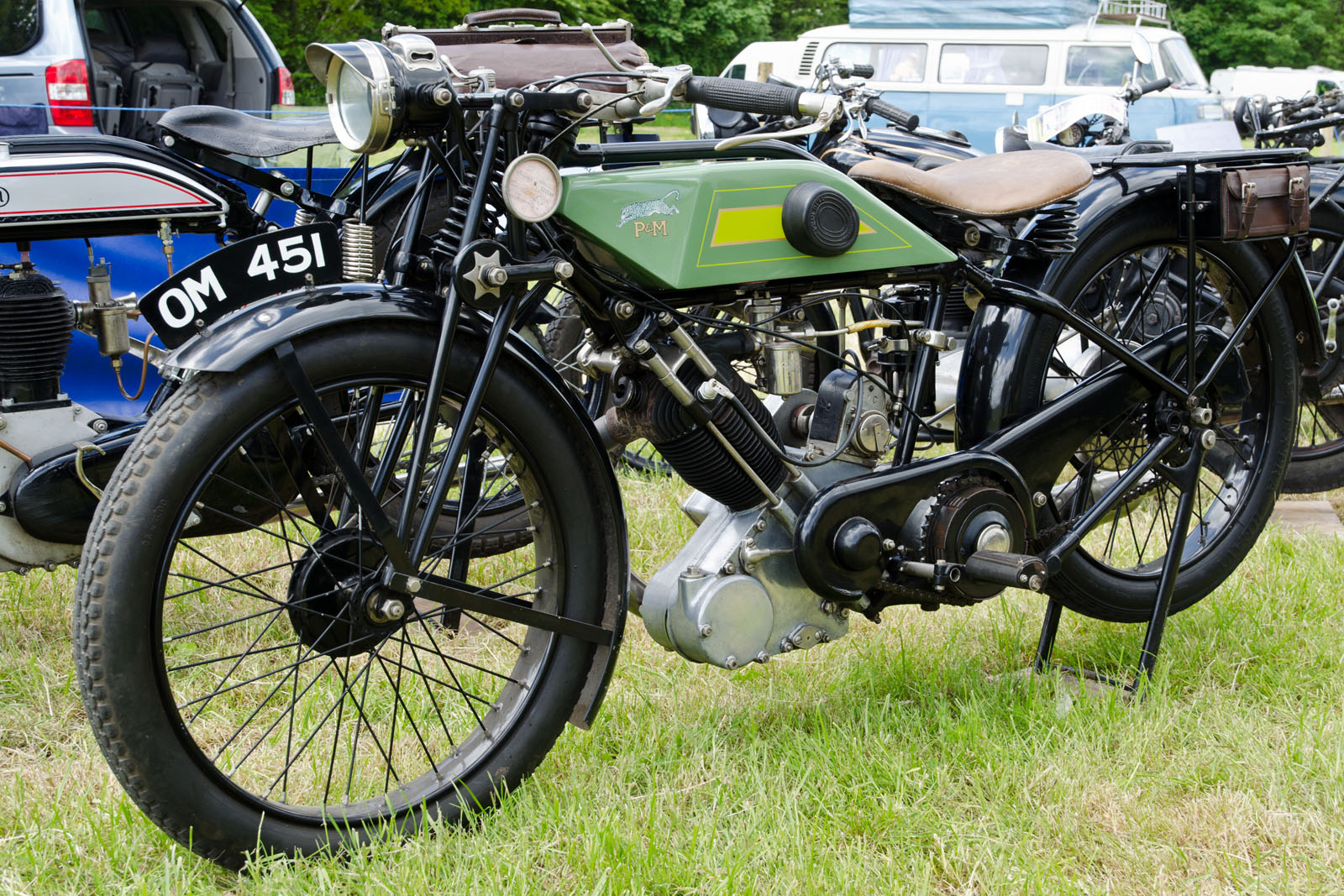
P&M Panther 498cc (1924)
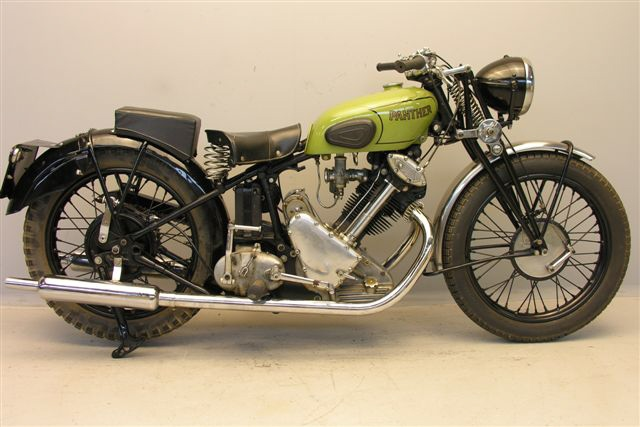
P&M Panther 100 de 1926
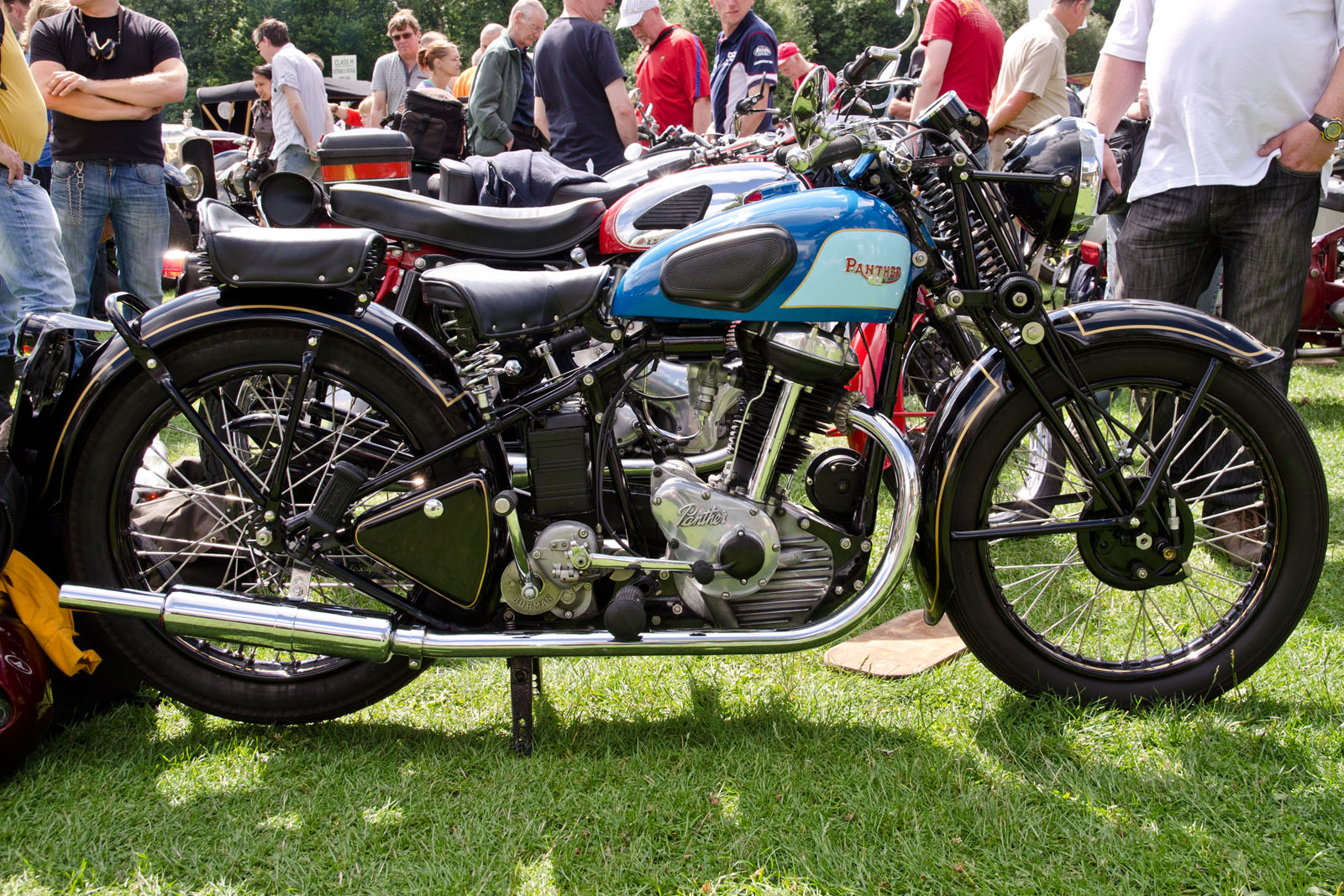
Panther 60 de 1946
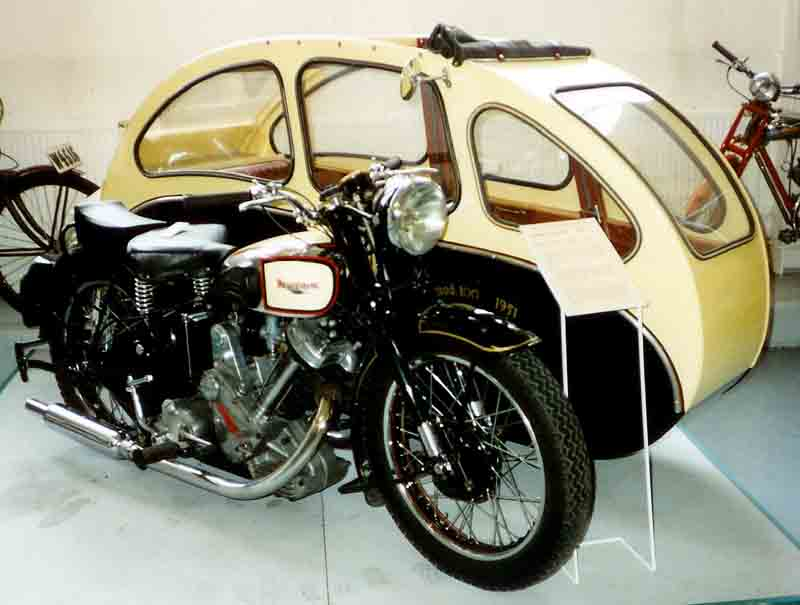
Panther 100 de 1951 amb sidecar doble
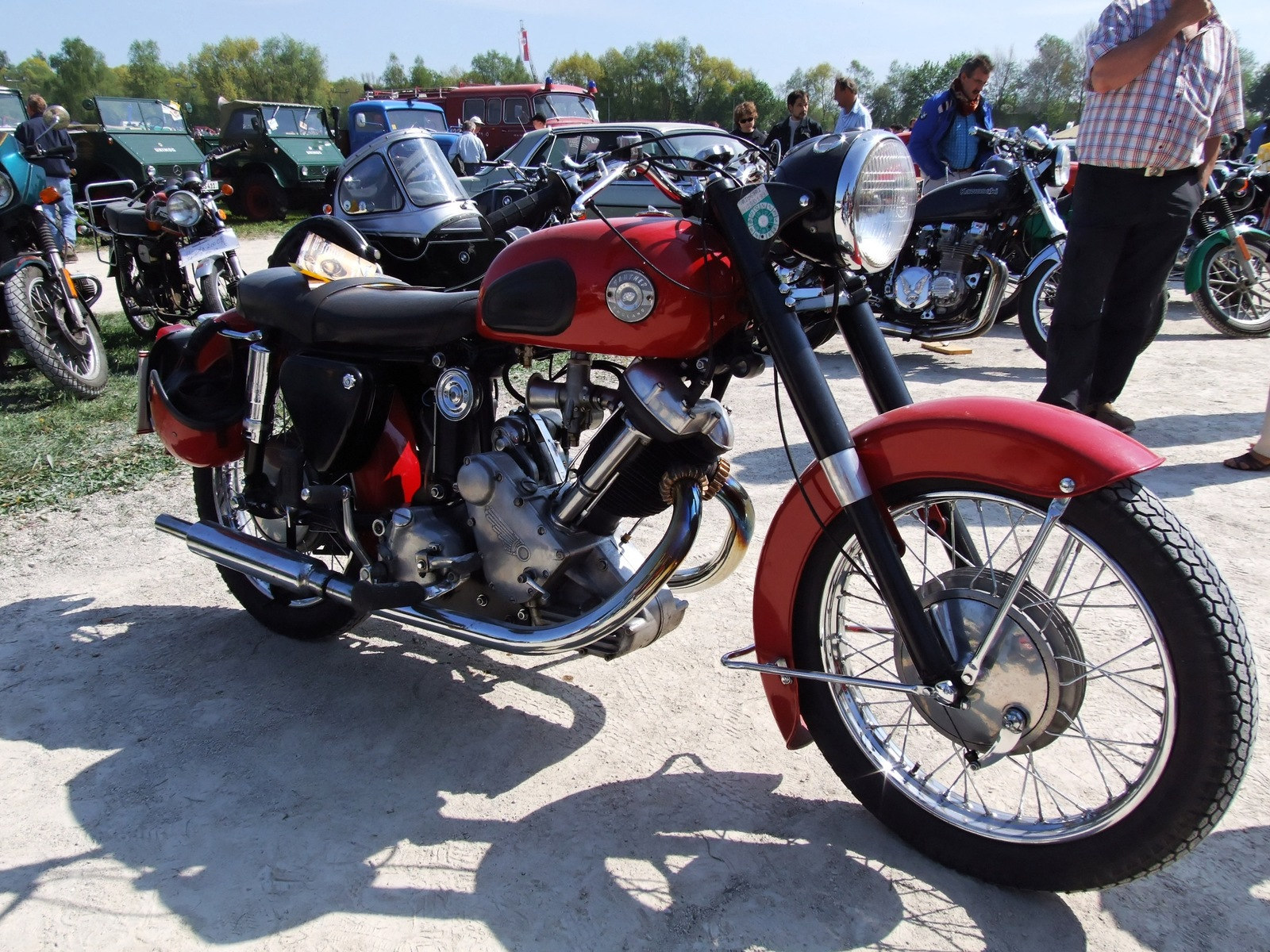
Panther Model 120 de 1960

## Llista de models

### Phelon & Rayner

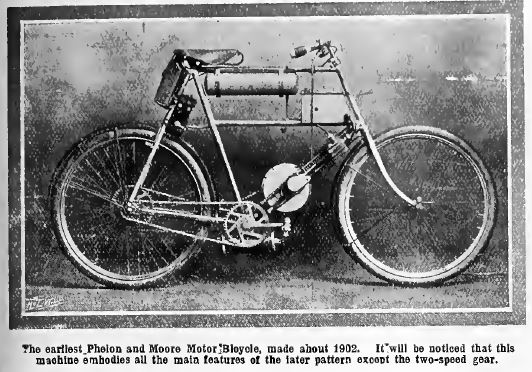
Motocicleta Phelon & Rayner de 1900

- Phelon & Rayner 1.75 hp[17] (1901–1903)

### Humber
- Humber 1.5/1.7 (1901–1903)
- Humber 2.75 Olympia (1902–1905)
- Humber 4.5 Olympia (1905)

### Phelon & Moore

#### Gran cilindrada ("Heavyweight")
- 2.75 hp (1904–1906)

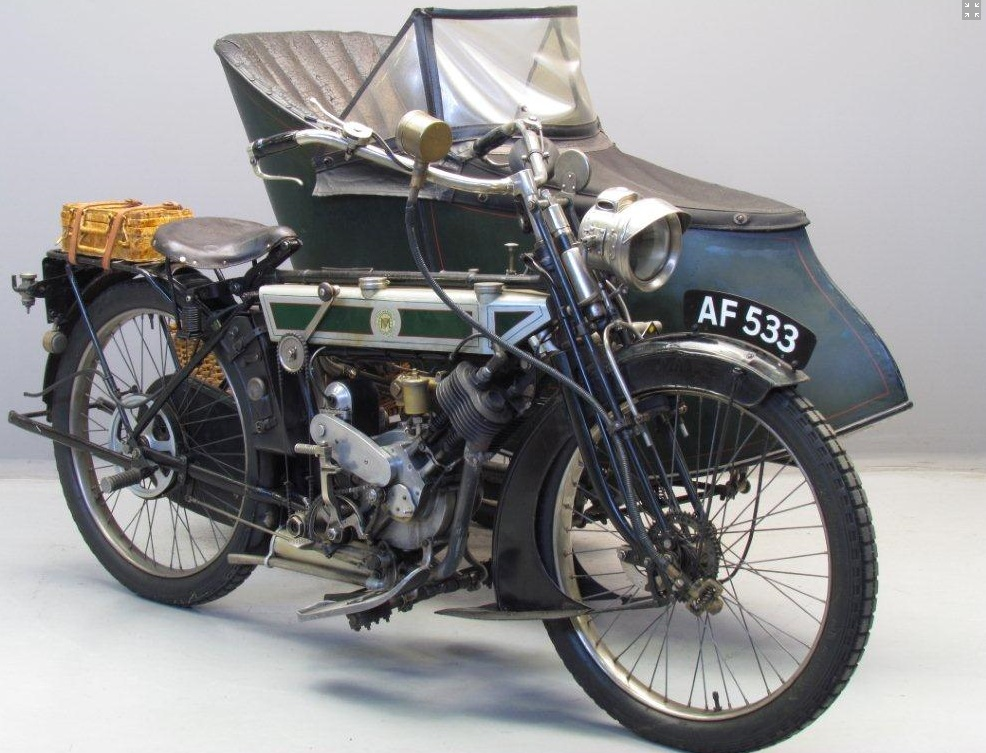
P&M Model 3½HP 500cc de 1914 amb sidecar

- 3.5 hp (1904–1907), Primera "heavyweight" real (412 cc)
- 3.5 hp Forecar (1904)
- 3.5 hp Standard (1908–1914)
  - 465 cc (1908–1912)
  - 499 cc (1913 – 1914 i 1920 - 1922)
- 3.5 hp Colonial (1911–1914), Versió de càrrega
- 3.5 hp RFC/RAF Model (1914–1921), Versió militar produïda durant la Primera Guerra Mundial
- 4.5 hp Model A (1922–1925), 555 cc, caixa de canvis de 2 velocitats i transmissió primària de 2 velocitats amb accionament combinat per pedal i palanca manual, cosa que aconseguia 4 velocitats.

#### Motos de cursa Phelon & Moore
- TT Entrant (1925 – 1926, 1928)
- TT Replica (1926–1928)
- Cinder Track (1928), Versió de dirt track de 83,91 kg

### Panther
- Panther (1924–1929)
- Panther Standard (1927)

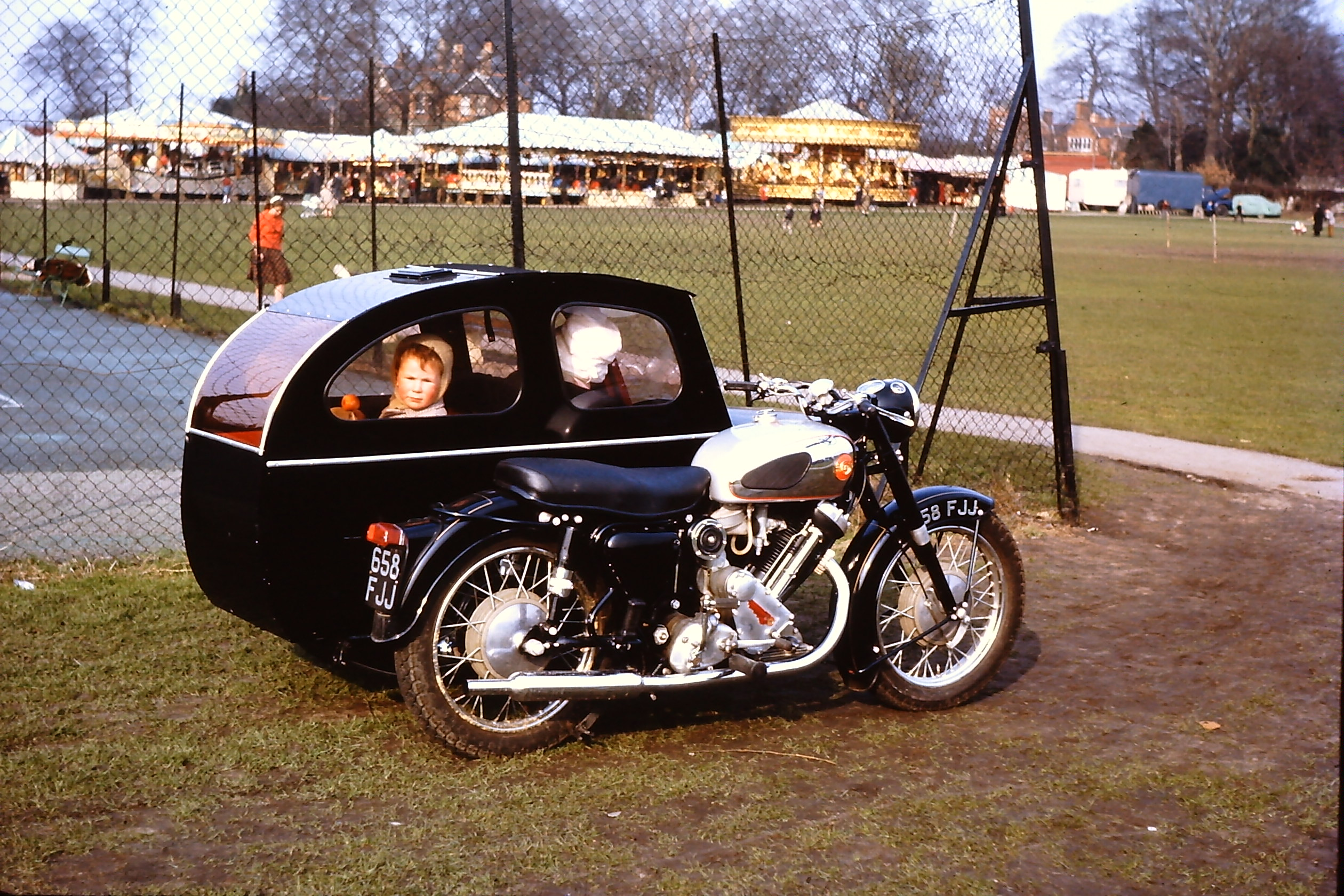
Panther S120 amb sidecar doble Watsonian

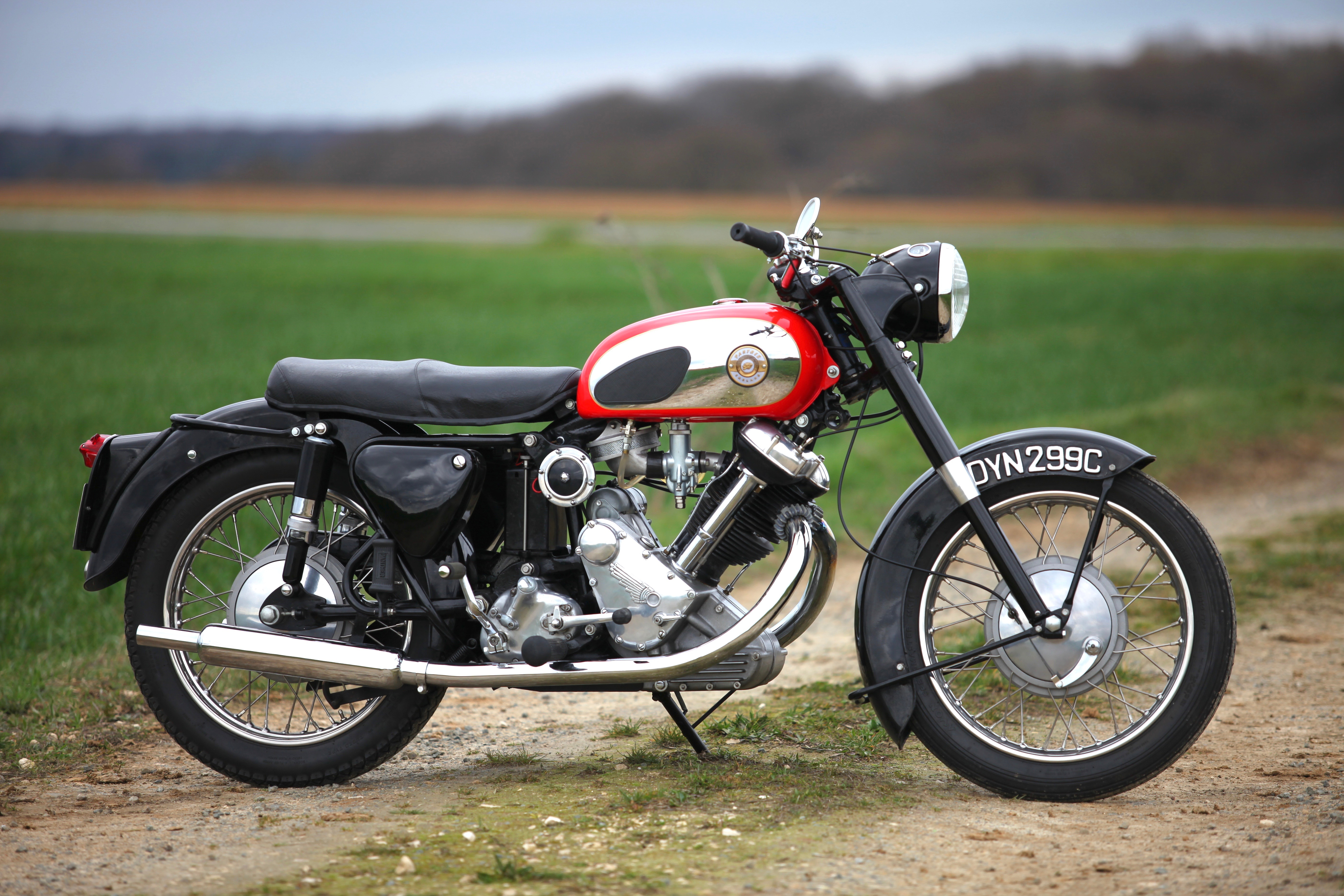
Panther S120

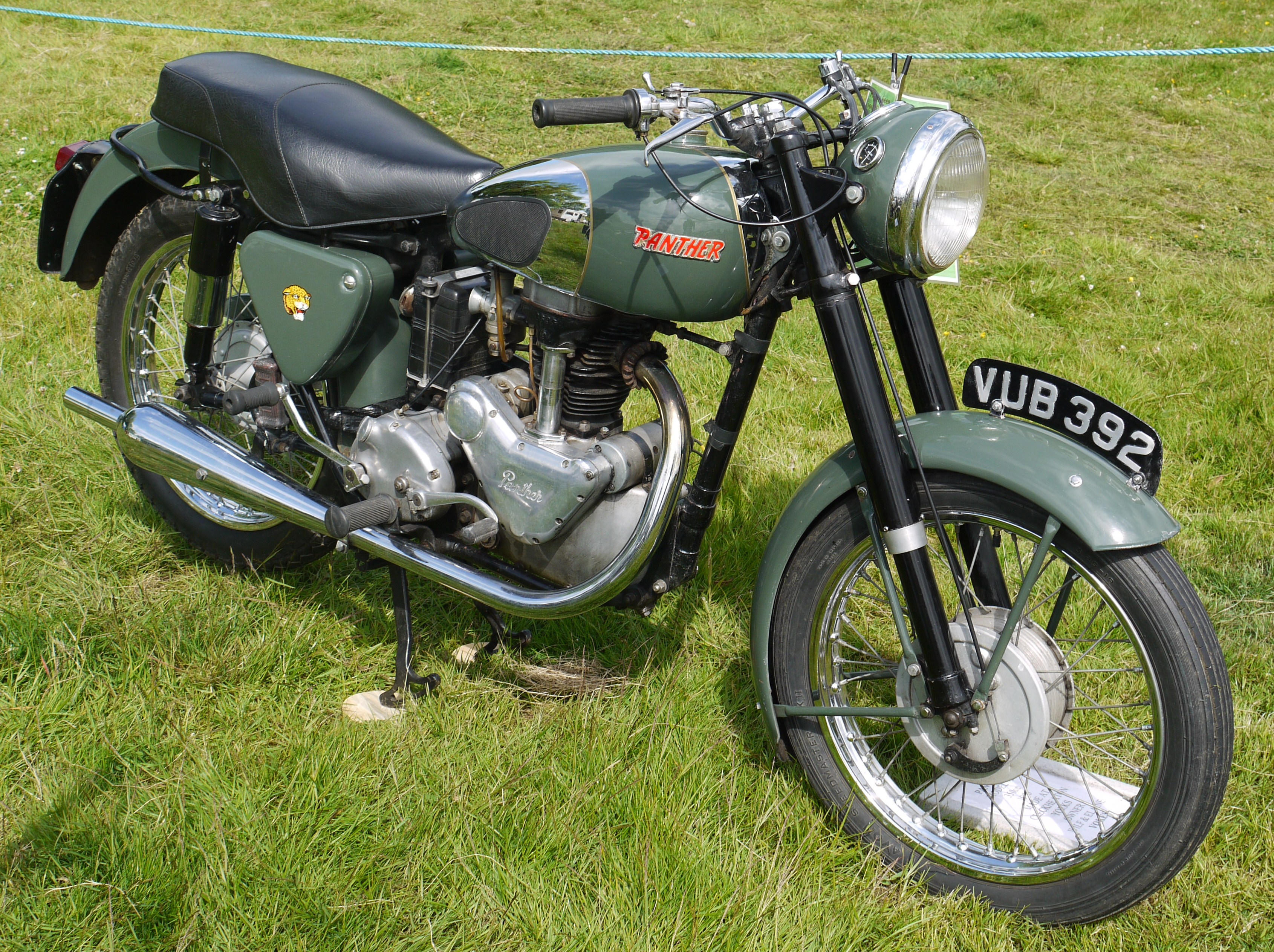
Model 75 350 cc de 1954 en avant

- Panther Cub (1927), Versió "despullada" de la Standard
- Panther Model 1 (1928), Introducció de nombres als models
- Panther Model 1a (1928), Model amb doble tub d'escapament
- Panther Model 2 Standard (1928)
- Panther Model 3 (1928), 598 cc
- Panther Model 60 (1929–1935), Un model rebatejat amb el nom de Model 3 i, posteriorment, l'origen del Model 100
- Panther Model 85 (1929–1930), 598 cc
- Panther Model 50 (1930–1935), 498 cc
- Panther Model 55 (1931–1935), 498 cc
- Panther Model 55, 490 cc
- Panther Model 90 Redwing (1931–1938), 490 cc
- Panther Model 70 Express (1932)
- Panther Model 100 (1932–1963), 598 cc
- Panther Model 95 (1938–1939)
  - Motor vertical – baixa producció
  - 500 cc
- Panther Model 120 (1959–1966), 645 cc, de fet, una versió augmentada del Model 100[18]

#### 4T lleugeres (lightweights)
- Panther Panthette (1930) (versió amb motor de 250 cc unitari V-twin transversal, insuficient, fabricada únicament amb motor Panther de quatre temps, rara)
- Les 250 d'abans de la guerra eren:
  - Model 30 (1932)
  - Model 40
  - Model 70 Redwing
  - Red Panther Standard
  - Red Panther Model 20 Deluxe
  - Red Panther Model 20
- Les 250 de postguerra eren:
  - Model 60
  - Model 65
  - Model 65 Deluxe
- Les 350 d'abans de la guerra eren:
  - Model 80 Redwing
  - Redwing 85
  - Red Panther Model 30
- Les 350 de postguerra eren:
  - Model 70
  - Model 75[19] (1949–1962)
  - Model 75 Deluxe

#### 2T lleugeres (lightweights)
- Motors Villiers:
  - Model 10/3 (1956–1960) (197 cc monocilíndric; 3 velocitats)
  - Model 10/4 (1956–1960) (197 cc monocilíndric; 4 velocitats)
  - Model 45 (1959–1964) (324 cc bicilíndric)
  - Model 35 (1958-1966) (249 cc bicilíndric)[20]